# Холмс, Ник (футболист)
Николас Чарльз Холмс (англ. Nicholas Charles Holmes; род. 11 ноября 1954, Саутгемптон, Гэмпшир) — английский футболист, полузащитник.

## Карьера

### Клубная карьера
Во взрослом футболе дебютировал в 1972 году в клубе «Саутгемптон», за который выступал на протяжении всей своей профессиональной карьеры, продолжавшейся 15 лет.
Его первый выход на поле состоялся 2 марта 1974 года в матче против «Арсенала». В сезоне 1975/76 вместе с командой одержал победу в финале Кубка Англии над клубом «Манчестер Юнайтед», а в сезоне 1978/79 сыграл в финале Кубка Футбольной лиги против команды «Ноттингем Форест», отметившись забитым мячом. В марте 1980 года Холмс стал капитаном клуба. Его последний выход на поле состоялся 14 февраля 1987 года в матче против клуба «Тоттенхэм Хотспур», после чего он завершил профессиональные выступления.

### Тренерская карьера
В июле 2002 года Холмсу предложили возглавить тренерский штаб клуба «Солсбери Сити», с которым в дальнейшем он работал на протяжении семи лет. Под его руководством в сезоне 2006/07 команда получила право участвовать в национальной лиге.

## Достижения
«Саутгемптон»
- Обладатель Кубка Англии: 1975/76[6]